# Muslimbrüder
Die Muslimbruderschaft oder Moslembruderschaft, genannt auch Muslimbrüder (arabisch الإخوان المسلمون al-ichwān al-muslimūn, DMG al-iḫwān al-muslimūn), ist eine einflussreiche islamische Bewegung im Nahen Osten. Seit der Gründung 1928 in Ägypten hat sie sich in der gesamten arabischen Welt verbreitet und ist vielerorts zu einem bedeutenden politischen Akteur geworden.
Die meisten ihrer Zweige entstanden aus lokalen Initiativen und ohne nennenswerte Beteiligung der ägyptischen Organisation. Über Jahrzehnte verlief ihre Entwicklung autonom und wurde von lokalen Gründungsfiguren geprägt. Aufbau und Wachstum der verschiedenen Zweige fielen in eine Zeit, in der die ägyptische Organisation unter Staatspräsident Gamal Abd an-Nasser (1954–1970) verfolgt wurde. Dadurch wurde eine Dominanz der ägyptischen Organisation verhindert. Als diese in den 1980er Jahren wieder erstarkte, hatten sich die verschiedenen Zweige bereits erfolgreich etabliert.
Die Muslimbruderschaft ist stark von ihrer Vergangenheit im Nahen Osten geprägt: Dazu zählen sowohl die Impulse, die sie von Reformern des 19. Jahrhunderts und der darauf aufbauenden islamistischen Ideologie erhielt, als auch die Erfahrung mit kolonialer Herrschaft und diktatorischer Repression in der arabischen Welt.
Heute hat sie sich zu einer pragmatischen, friedlichen, flexiblen und aktivistischen Organisation entwickelt, wobei je nach Land ein unterschiedliches Spektrum an Positionen vertreten wird. Demokratie wird dabei innerhalb der Organisation mittlerweile weitgehend aus ideologischen Gründen akzeptiert. Eine Ausnahme davon bildet die Hamas, die im besonderen Kontext des israelisch-palästinensischen Konflikts terroristische Mittel einsetzt.

## Einordnung
In der Wissenschaft werden vier verschiedene Zugänge zur Muslimbruderschaft unterschieden: Der erste Zugang zieht eine klare Verbindung zwischen der Muslimbruderschaft und terroristischen Vereinigungen wie Al-Qaida. Es wird argumentiert, dass die Muslimbruderschaft aus taktischen Gründen auf Gewalt verzichte und lediglich eine Machtübernahme anstrebe. Die Organisation wird als Wolf im Schafspelz betrachtet, die mit terroristischen Organisationen zusammenarbeite und angeblich ideologische Ähnlichkeiten zu diesen aufweise. Der zweite Zugang überschneidet sich zum Teil mit dem ersten. Er sieht die Muslimbruderschaft als unveränderliche Gruppe, für die eine strenge Auslegung des Korans und der Sunna entscheidend sind. Dieser Ansatz sieht in der Muslimbruderschaft einen vermeintlich undemokratischen Charakter; die Organisation strebe eine islamische Theokratie in einzelnen Ländern und in der ganzen Welt an. Der dritte Zugang betrachtet die Muslimbruderschaft als internationale Verschwörung gegen den Westen, sie verfolge eine geheime Agenda, die sie geschickt verberge. Personen, die mit der Muslimbruderschaft in Verbindung gebracht werden, werden als „Spinne im Netz“ oder „Trojanisches Pferd“ bezeichnet oder mit Tentakeln verglichen. So wird suggeriert, dass es sich bei der Muslimbruderschaft um eine zentrale und kontrollierende Macht handelt. Ihr zugerechnete Organisationen würden verschiedene Namen annehmen, um Spuren zu verschleiern. Der vierte Zugang ist unter Wissenschaftlern, die zur Muslimbruderschaft geforscht haben, am häufigsten vertreten: Dieser sieht sie als pragmatische, dynamische und flexible Organisation, da sie fähig sei, sich anzupassen und politische Spielregeln zu akzeptieren. Die Muslimbruderschaft übe auf Regime Druck aus, damit diese demokratische und konstitutionelle Reformen umsetzen, und sei gegenüber Forderungen der Bevölkerung aufgeschlossen. Vertreter dieses Ansatzes glauben zwar nicht, dass die Muslimbruderschaft eine liberal-demokratische Organisation sei. Jedoch stellen sie reale, organisatorische, intensiv diskutierte und ideologisch abgesicherte Entwicklungen innerhalb der Muslimbruderschaft fest.

## Geschichte in Ägypten

### Ägypten unter kolonialer Vorherrschaft
Ägypten war seit 1517 eine osmanische Provinz und wurde lange von Einflüssen aus dem islamisch-arabischen Raum, Afrika und aus Europa geprägt. Die Eroberung Ägyptens 1798 durch Napoleon verschob die Balance jedoch deutlich in Richtung Europa. Auch wenn die Herrschaft Frankreichs nur von kurzer Dauer war, markierte die Intervention einen grundlegenden Umbruch für Ägypten und die islamische Welt. Der militärisch mühelos errungene Sieg Frankreichs zerstörte die Illusion der Überlegenheit der islamischen Welt und zog ungeheure ökonomische und soziale Folgen nach sich. Napoleon leitete eine Reihe von Reformen zur Modernisierung des Landes ein. Nach dem Abzug Frankreichs gelangte Muhammad Ali Pascha 1805 an die Macht, regierte das Land als osmanischer Statthalter und begründete die bis 1953 herrschende Dynastie. 1882 nutzten die Briten eine Revolte der Armee als Vorwand, um das Land zu besetzen und den Sueskanal zu übernehmen. Ägypten war nun zwar noch formal ein Teil des Osmanischen Reichs, wurde aber tatsächlich britisch regiert.
Als Reaktion auf Napoleons Besetzung traten im Laufe des 19. Jahrhunderts mehrere Denkschulen für den richtigen Modernisierungspfad des Landes hervor. Einige Intellektuelle bedienten sich der islamischen Vergangenheit des Landes, während andere sich wiederum an der europäischen Aufklärung orientierten. Ein dritter Weg versuchte die ersten beiden in Einklang zu bringen und argumentierte, dass weder die vollständige Nachahmung noch die vorbehaltlose Ablehnung europäischer Ideen der richtige Weg für eine ägyptische Renaissance sein könnten. Der Kolonialismus der europäischen Nationen, der den islamischen Ländern eine gleichberechtigte Teilnahme an der Moderne versagte, führte jedoch ab den 1870ern zunehmend zu einer Rückbesinnung auf islamische Werte. Der Perser Dschamal ad-Din al-Afghani (1838–1897) formulierte den Gedanken, der Islam sei nicht nur eine Religion, sondern ein Zivilisationsmodell, das alle für eine Modernisierung notwendigen Elemente enthalte. Für Afghani bedeutete dies eine Rückkehr zu den vom Propheten im Koran niedergeschriebenen Prinzipien und er entwickelte darauf aufbauend das Konzept eines islamischen Sozialismus, der im Gegensatz zum westlichen Sozialismus in der Religion verwurzelt sei. Damit wurde Afghani zu einem bedeutenden Vordenker des Islamismus.
Am Ende des 19. Jahrhunderts entstand eine Nationalbewegung und verband sich mit den Zielen des Anti-Kolonialismus. Anfang des 20. Jahrhunderts wurden eine Reihe liberaler und nationaler Parteien gegründet. Trotz der Verbreitung liberaler Ideale war die britische Herrschaft autoritär geprägt und behinderte die Entstehung einer liberalen und offenen Gesellschaft. 1919 brach eine Revolution gegen die britische Kolonialherrschaft aus. Dieser Aufstand wurde von einer neuen Generation von säkularen liberalen Nationalisten unter Saad Zaghlul angeführt. Die Briten reagierten zunächst mit Härte, waren aber nach landesweiten Demonstrationen und Streiks gezwungen, auf die Forderungen einzugehen. Am 28. Februar 1922 wurde die Unabhängigkeit Ägyptens von der britischen Regierung im Prinzip anerkannt und als Königreich Ägypten in die staatliche Souveränität entlassen. Die Verfassung konzentrierte jedoch einen erheblichen Anteil der Macht in der Person des Königs und enthielt Einschränkungen, die es den Briten weiterhin erlaubte, sich in interne Angelegenheiten des Landes einzumischen. Dies führte dazu, dass sich die regierende Wafd-Partei unter Zaghlul in den nächsten zwanzig Jahren ständig von den Bemühungen des Palasts, eine königliche Herrschaft herzustellen, bedroht sah. Darüber hinaus versuchten die Briten, den Einfluss der Wafd-Partei einzudämmen, um britische Interessen zu schützen. Das führte zu einer Untergrabung der Legitimität der Regierung und förderte den Aufstieg von nationalistischen und islamistischen Gruppierungen ab den 1930ern.

### Gründung und Ausbreitung im Königreich Ägypten (1928 bis 1952)

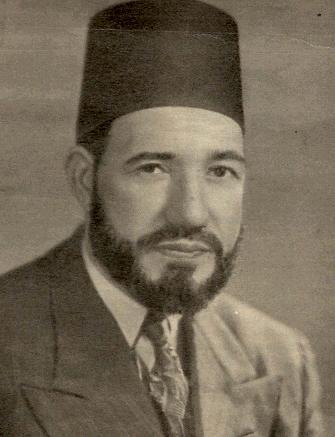
Hassan al-Banna, Gründer der Muslimbruderschaft

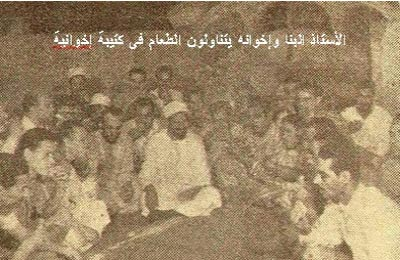
Hasan al-Bannā mit Gefolgschaft (1935)

Wie Hasan al-Bannā selbst in seinen Memoiren schreibt, gründete er die Muslimbruderschaft im März 1928 in Ismailia zusammen mit sechs anderen Männern, die unter dem Eindruck seiner Vorträge standen, die Vorherrschaft der Briten in Ägypten beklagten und sich aktiv für die Stärkung des Islams und der Umma einsetzen wollten. Man leistete einen Treueid auf Gott und schwor, als Brüder leben und sich ganz in den Dienst des Islam stellen zu wollen. Um sich von bisherigen formalistischen Organisationsformen zu unterscheiden – Gesellschaft, Club, Orden oder Gewerkschaft, wählten die Männer für ihre auf Ideen und Aktivitäten ausgerichtete Gemeinschaft den einfachen Namen al-Ichwān al-Muslimūn, die „Muslim-Brüder“.
Ziel der neuen Gemeinschaft war die Verbreitung islamischer Moralvorstellungen und die Unterstützung wohltätiger Aktionen und sozialer Einrichtungen, aber auch die Befreiung des Landes von der fremden Okkupation sowie der Kampf gegen die britisch-westliche „Dekadenz“, die sich im Lande ihrer Meinung nach offenbarte. Anfangs war die Bruderschaft eine religiöse Gesellschaft, die im Umfeld säkularistischer Tendenzen und Ansprüche Großbritanniens ihre islamischen Moralvorstellungen verbreiten wollte und wohltätige Aktionen unterstützte. Schon um die Wende zum 20. Jahrhundert begannen Vorläufer der späteren Muslimbruderschaft in Ägypten drei Thesen zu verbreiten:
1. Die Entstehung der europäischen Renaissance beruhe auf einer Begegnung des Westens mit dem Islam;
2. seit dem 19. Jahrhundert betreibe der Westen eine „kulturelle Offensive“ gegen die arabische Welt, mit dem Ziel, deren Verhältnis zum Islam zu zerstören und sie ohne militärischen Einsatz zu beherrschen;
3. im Westen gebe es eine vorherrschende dekadente Tendenz, und der Islam werde in naher Zukunft eine Führungsrolle übernehmen.[21]

Al-Banna wandte sich 1936 mit dieser Zielsetzung in seinem Traktat „Aufbruch zum Licht“ (naḥwa n-nūr) an den ägyptischen König und andere arabische Staatsoberhäupter. Er trat auch für den bewaffneten, offensiven Dschihad gegen Nicht-Muslime und deren Helfer ein. 1938 führte die „Bruderschaft“, unter den antisemitischen Parolen „Nieder mit den Juden“ und „Juden raus aus Ägypten“, gewalttätige Proteste gegen Juden durch. 1938 erschien al-Bannas Werk „Die Todesindustrie“, in welchem die Abwendung vom Leben radikalisiert und die Verherrlichung des Märtyrertums entfaltet wird: „Derjenigen Nation, welche die Industrie des Todes perfektioniert und die weiß, wie man edel stirbt, gibt Gott ein stolzes Leben auf dieser Welt und ewige Gunst in dem Leben, das noch kommt. Die Illusion, die uns gedemütigt hatte, besteht in nichts anderem als der Liebe zum weltzugewandten Leben und dem Hass auf den Tod.“ (al-Banna)
Al-Banna formulierte die Grundüberzeugungen der Muslimbrüder in fünf Sätzen: „Gott ist unser Ziel. Der Prophet ist unser Führer. Der Koran ist unsere Verfassung. Der Dschihad ist unser Weg. Der Tod für Gott ist unser nobelster Wunsch.“ Diese Leitsätze verwenden die Muslimbrüder bis zum heutigen Tag als Motto. Der Unterwerfung der Mitglieder der Muslimbruderschaft unter diese Ziele entspricht, dass sie sich in absolutem Gehorsam der Führung der Bruderschaft unterwerfen.

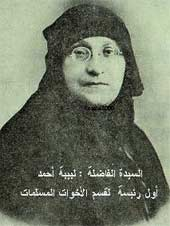
Labiba Ahmed, Gründerin der Frauenfraktion der Muslimbrüder

Die Bruderschaft wuchs sehr rasch und breitete sich auch in Nachbarländern aus. Ende der 1930er Jahre noch eine Gruppe von wenigen Hundert, hatte sie 1941 schon ungefähr 60.000, 1948 ungefähr 500.000 Mitglieder und Hunderttausende Sympathisanten. Sie war streng hierarchisch organisiert, hatte eigene Moscheen, Firmen, Fabriken, Krankenhäuser und Schulen und besetzte wichtige Posten in Armee und Gewerkschaften. Sie legte viel Wert auf Bildung und Ausbildung im Sinne ihrer islamischen Gesellschaftsvision. So gelang es ihr, großen Einfluss im ägyptischen Staat zu gewinnen.
Von 1938 bis zum Kriegsbeginn 1939 erhielt die Muslimbruderschaft über den deutschen Agenten in Kairo Wilhelm Stellbogen finanzielle Unterstützung durch das Deutsche Reich. Die deutsche Regierung subventionierte mehrere ägyptische antibritische Gruppen, die Bruderschaft erhielt jedoch die höchsten Zahlungen. Die Bruderschaft verwendete die Mittel für Waffenkäufe und Propaganda im Sinne des sich abzeichnenden Nahostkonflikts im damaligen britischen Mandatsgebiet Palästina. Am Arabischen Aufstand in Palästina beteiligten sich bereits Muslimbrüder als freiwillige Kämpfer. Aus deren Zellen entstand später der militärische Arm der Organisation.

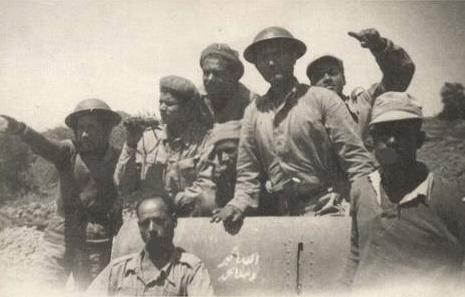
Muslimbrüder in Palästina (1948)

Anfang der 1940er Jahre richtete die Bruderschaft einen geheimen militärischen Apparat ein. Sie beteiligte sich an antibritischen Aktionen. Nach Anschlägen von Muslimbrüdern und der Aufdeckung des Geheimbunds verbot Premierminister Mahmud an-Nukraschi Pascha im Dezember 1948 die Bruderschaft, woraufhin er selbst kurz darauf einem Anschlag der Bruderschaft zum Opfer fiel. Die Behörden reagierten ihrerseits mit verstärkter Verfolgung.
Al-Banna wurde am Abend des 12. Februar 1949 auf der normalerweise belebten, zu diesem Zeitpunkt aber unbeleuchteten und weitgehend menschenleeren Ramses-Straße in Kairo erschossen. Der Täter war ein Offizier der Politischen Polizei des Innenministeriums. Im weiteren Verlauf brachte ein Militärjeep den Leichnam des im Krankenhaus verstorbenen Al-Banna in das Haus der Familie. Drei seiner Brüder waren zu diesem Zeitpunkt bereits verhaftet und das Haus abgeriegelt. Da nach islamischem Brauch ein Toter innerhalb von 24 Stunden bestattet werden soll, wurde er am nächsten Morgen ohne Zeremonie bestattet. Einer der wenigen, die sich der polizeilichen Anordnung widersetzten und der Familie ihr Beileid aussprachen, war der koptische Politiker und spätere Finanzminister Makram Ebaid.
Die Ermordung al-Bannās stürzte die Organisation in eine Periode der Unsicherheit und der Machtkämpfe, die andauerten, bis Hasan al-Hudaibi als Kompromisskandidat zum neuen Anführer ernannt wurde. 1950 wurde die Bruderschaft rehabilitiert und die Gefangenen freigelassen. Unter dem neuen Führer al-Hudaibi verfolgte sie weiter ihre Ziele: Bildung und soziale Verbesserungen für die Massen, eine national ausgerichtete Wirtschaft sowie die Befreiung und Einheit der arabischen Welt. Anfang der 1950er Jahre führte der Widerstand der Bruderschaft gegen die Briten zu einem regelrechten Kleinkrieg. Einer der wichtigsten Ideologen der Muslimbruderschaft in dieser Zeit war der Zivilrichter ʿAbd al-Qādir ʿAuda (1906–1954). Er vertrat in seiner 1951 erstmals veröffentlichten Schrift „Der Islam und unsere gesetzlichen Zustände“ (al-Islām wa-auḍāʿunā al-qānūnīya) die Auffassung, dass in dem Fall, dass sich die Ungläubigen in einem islamischen Land niedergelassen hätten, der Dschihad eine individuelle Pflicht für alle seine Bewohner werde, weil es sich um einen Kampf zur Verteidigung der Religion (qitāl difāʿ ʿan ad-dīn) handele, nicht einen Offensivkampf (qitāl ġazw). Außerdem meinte er, dass Muslime verpflichtet seien, für eine Scharia-Gesetzgebung zu kämpfen und Gesetze, die zu ihr im Widerspruch stehen, zu bekämpfen. Offensichtlich ist jedoch, dass sein Aufruf zum Dschihad im Kontext der kolonialen Besetzung getätigt wurde und nicht als allgemeiner Aufruf zu einem ewigen Kampf zu verstehen ist.

### Nach der Revolution der „Freien Offiziere“ und unter Nasser
Die Muslimbruderschaft unterstützte auch den Staatsstreich der „Freien Offiziere“ im Juli 1952. Einige der Offiziere, darunter Anwar as-Sadat, waren sogar selbst Muslimbrüder. Bald nahmen die Spannungen zwischen der Bruderschaft und der neuen Regierung unter Präsident Nasser zu, auch intern gab es Konflikte. Schließlich kam es zur Eskalation, und die Regierung verbot am 14. Januar 1954 erneut die Bruderschaft, ließ sie jedoch schon im März wieder zu. Trotzdem verübte die Bruderschaft am 26. Oktober 1954 ein Attentat auf Staatspräsident Nasser, das jedoch erfolglos blieb. Daraufhin folgten brutale Repressionen; viele Anhänger wurden verhaftet. Es war Zainab al-Ghazali und ihr Frauennetzwerk, das in dieser Zeit die Verbindung zwischen den inhaftierten Muslimbrüdern und der Außenwelt aufrechterhielt. Allerdings wurde al-Ghazali 1965 selbst verhaftet und wegen ihrer politischen Aktivitäten zum Tode verurteilt.
Unter denen, die 1954 verhaftet wurden, gehörte auch der 1951 der Muslimbruderschaft beigetretene Ideologe Sayyid Qutb. Er entwickelte während seiner Haftzeit, in der er schwer gefoltert wurde, eine neue, militantere Ideologie: In seinen Hauptwerken, dem Korankommentar „Im Schatten des Korans“ und der Kampfschrift „Zeichen auf dem Weg“ erklärte er, auch muslimische Gesellschaften könnten sich im Zustand der (vorislamischen) „Unwissenheit und Ignoranz“ (Dschāhilīya) befinden und dürften daher von rechtgläubigen Muslimen gestürzt werden, um einen islamischen Staat zu errichten. Nach kurzzeitiger Freilassung und Wiederfestnahme 1965 im Rahmen einer neuen Verfolgungswelle nach Aufdeckung eines Verschwörungsplans wurde Qutb 1966 schließlich hingerichtet.
Zu den bekanntesten Kritikern von Qutbs Ansichten aus den Reihen der Muslimbruderschaft zählte mit Hasan al-Hudaibi das damalige Oberhaupt der Muslimbruderschaft. In einer 1969 abgeschlossenen Schrift mit dem Titel „Rufer, nicht Richter“ stellte er sich gegen Interpretationen Qutbs zu Dschāhilīya, Takfīr und Hākimīya.
Ein weiterer Ideologe der Muslimbruderschaft, der unter Nasser hingerichtet wurde, war ʿAbd al-Qādir ʿAuda.
Besonders der Zusammenbruch des Nasserismus nach dem Sechstagekrieg 1967 und der „Export“ ägyptischer Lehrer und Techniker auf die arabische Halbinsel im Zuge des Ölbooms nach 1973 stärkte den Einfluss der Muslimbrüder wieder.

### Duldung unter Sadat
Präsident Sadat entließ 1971 wichtige Anführer der Muslimbruderschaft aus den Gefängnissen, darunter auch Zainab al-Ghazali, und duldete, dass die Organisation wieder aktiv wurde, ohne das Verbot aber offiziell aufzuheben. Vor allem an den Universitäten, aber auch unter den verarmten Landflüchtlingen hatte die Bruderschaft weiterhin großen Erfolg – ihre Zahl wird zu dieser Zeit auf eine Million Aktive und mehrere Millionen Sympathisanten geschätzt. Ab 1972 übernahm Umar at-Tilimsani die Führung der Muslimbruderschaft und propagierte den gewaltlosen Kampf. 1976 legalisierte Sadat zwei Zeitschriften der Muslimbruderschaft, ad-Daʿwa („der Ruf“) und al-Iʿtiṣām („Die Bewahrung“), die sich hernach zu wichtigen Plattformen der Kritik an Sadats Politik der wirtschaftlichen Liberalisierung und verbesserten Beziehungen zum Westen entwickelten.
Nachdem sich Ende der 1970er Jahre die radikalen Gruppen Takfīr wa-l-Hidschra (Erklärung zu Ungläubigen und Auswanderung) und Islamischer Dschihad (al-Dschihad al-Islāmī) abspalteten, zählte die ägyptische Bruderschaft eher zu den gemäßigten islamistischen Organisationen, die Gewalt als Mittel der Politik grundsätzlich ablehnt, aber sie ausdrücklich im Kampf gegen „Besatzer“ billigt. Diese Einschränkung zielt insbesondere gegen Israel. Sadat führte als Zugeständnis an die Islamisten zum Teil die Scharia als offizielles Strafrecht ein und schuf einen religiösen Rat (Schura). Im Artikel 2 der ägyptischen Verfassung wurde die Scharia zur Grundlage des ägyptischen Gesetzes erklärt Dennoch agitierte die Bruderschaft gegen Sadat. Deshalb ließ er im September 1981 etwa 1.000 Muslimbrüder verhaften. Anfangs wurden die Muslimbrüder auch verdächtigt, für Sadats Ermordung am 6. Oktober 1981 verantwortlich zu sein, was sich jedoch als falsch erwies.

### Wahlerfolge unter Mubarak
Sadats Nachfolger Mubarak entließ im Januar 1982 einen Großteil der gemäßigten Muslimbrüder wieder aus den Gefängnissen. Losgelöst von ihrer Bedeutung als politischer Gruppierung, hat sich die Muslimbruderschaft im Laufe der Zeit auch zu einer treibenden Kraft der ägyptischen Wirtschaft entwickelt. Eingeleitet worden ist dieser Trend bereits in den 1970er Jahren durch den neuen (innen)politischen Kurs Anwar as-Sadats. Viele der Muslimbrüder, die vor den Verfolgungen durch Präsident Nasser ins Ausland geflohen und dort zu Wohlstand gekommen waren, kehrten nach dessen Tod nach Ägypten zurück und begannen nun, ihr angespartes Kapital in eigene Unternehmen zu investieren. Heute sollen sich unter den 18 Unternehmerfamilien und deren Teilhabern, welche als die eigentlichen Kontrolleure der ägyptischen Wirtschaft gelten, angeblich acht Muslimbrüder befinden. Ende der 1980er Jahre verfügten alle von der Muslimbruderschaft kontrollierten Unternehmen im In- und Ausland über ein geschätztes Kapital von zusammen 10–15 Milliarden US-Dollar.
1986 übernahm Hamid Abu Nasr die Führung der Muslimbruderschaft. 1984 und 1987 beteiligte sich die Bruderschaft mittels Allianzen mit großem Erfolg an den Parlamentswahlen. Bei der Wahl von 1987 gewannen mit der Muslimbruderschaft verbundene Kandidaten 38 der 444 Sitze der Volkskammer, indem sie sich für die Ägyptische Arbeitspartei bzw. die Sozialistische Liberale Partei aufstellen ließen. Vor der Parlamentswahl im November 1995 formulierte die Muslimbruderschaft ein „Kompendium demokratischer Ziele“, die in 15 Leitprinzipien dargelegt sind. Dazu zählen die Unterstützung freier und fairer Wahlen, Religionsfreiheit, Meinungs- und Versammlungsfreiheit sowie die Unabhängigkeit der Justiz. Die Regierung stellte jedoch sicher, dass die Muslimbruderschaft nicht ins Parlament einzog. Von den 150 Kandidaten der Bruderschaft, die als Unabhängige bzw. für die Arbeitspartei kandidierten, wurde keiner gewählt. Einige den Muslimbrüdern nahestehende Kandidaten wurden sogar verhaftet. Anfang 1996 wurde Mustafa Mashhur neuer Generallenker der Muslimbruderschaft.
Da sie nicht als Partei antreten durfte, trat die Bruderschaft auch bei den nachfolgenden Wahlen mit unabhängigen Kandidaten auf. Bei der Parlamentswahl 2000 konnte sie mit 17, bei der Wahl 2005 mit 88 Abgeordneten in die Volksvertretung einziehen und wurde damit zur stärksten Oppositionskraft. Im Wahlkampf befürworteten ihre Vertreter ausdrücklich die Grundsätze von Demokratie und Pluralismus. Insbesondere seit 2005 hat die Bewegung mit ihrem Engagement im ägyptischen Parlament international für Aufsehen gesorgt, als sie entgegen den Erwartungen vieler Experten beträchtliche Bemühungen unternahm, das politische System zu einem demokratischeren hin zu reformieren. Beispielsweise Samer Shehata von der Georgetown University und Joshua Stacher von der American University in Cairo würdigten diesen Einsatz in einer ausführlichen Analyse im Middle East Report. Sie schrieben zusammenfassend: “Brotherhood MPs are attempting to transform the Egyptian parliament into a real legislative body, as well as an institution that represents citizens and a mechanism that keeps government accountable”.
Im Jahr 2008 verabschiedete das Parlament in Ägypten ein Gesetz, welches die Beschneidung von Mädchen und die Hochzeit unter 18 Jahren verbot. Dies stieß auf scharfe Kritik der damals offiziell verbotenen Muslimbruderschaft, welche das Verbot als Widerspruch zum Islam sieht.
Die Muslimbrüder haben heute in Ägypten etwa eine Million aktive Mitglieder und unterhalten verschiedene karitative Einrichtungen wie Krankenhäuser und Sozialstationen, vor allem in den ärmeren Vierteln. Armenspeisungen und die Schaffung von Arbeitsplätzen für Jugendliche haben dazu geführt, dass die Muslimbrüder insbesondere aus den unteren Schichten Unterstützung erfahren.

### Revolution in Ägypten (ab 2010)
Von 2010 bis 2020 war Mahmoud Hussein Generalsekretär der ägyptischen Muslimbrüder. Die Muslimbrüder unterliegen seit einigen Jahren einer Transformation: Während ältere Mitglieder eher eine Theokratie als System bevorzugen, fordern junge bekannte Vertreter hingegen überwiegend die Einführung einer Demokratie mit islamischen Elementen.
Diese Differenzen sorgten auch für eine unterschiedliche Beteiligung während der Revolution in Ägypten 2011, in der die Muslimbrüder als Organisation eine eher untergeordnete bzw. passive Rolle einnahmen. Jüngere Muslimbrüder nahmen zum Teil an den Protesten teil und distanzierten sich unter anderem vom Gedanken der möglichen Einführung der Scharia über das bisher geltende Maß hinaus. Als Folge dessen wurden einige von ihnen aus der Muslimbruderschaft ausgeschlossen und gründeten die Ägyptische Strömungspartei. Die Muslimbrüder selbst erklärten, dass sie in Ägypten die Idee eines Religionsstaates ablehnen würden. Zunächst erklärten sie, sich im Falle eines Regimewechsels nicht an einer neuen Regierung beteiligen zu wollen. Ein Gesprächsangebot von Mubaraks Vizepräsidenten Omar Suleiman an alle Oppositionsgruppen lehnte der Vorsitzende der Muslimbruderschaft Muhammad Badi’e zunächst ab, solange Mubarak noch im Amt sei. Diese Position wurde später revidiert zugunsten eines Gipfeltreffens Oppositioneller mit der Regierung.
Im Gegensatz zu den säkularen Kräften in der Opposition sprachen sich die Muslimbrüder in Ägypten im Mai 2011 gegen eine Verschiebung der Wahlen und eine vorherige Ausarbeitung einer neuen Verfassung aus. Die Proteste für eine Änderung des Wahlrechts, um die Wahl früherer Politiker des Mubarak-Regimes zu verhindern, unterstützen sie hingegen.
Als sich das Ende der Regierung Mubaraks abzeichnete, gründeten die Muslimbrüder am 30. April 2011 die Freiheits- und Gerechtigkeitspartei, deren Generalsekretär Saad al-Katatni wurde. Bei der Parlamentswahl 2011/2012 errang die Partei knapp die Hälfte der Parlamentsmandate.

### Regierung Mohammed Mursis (2012–2013)

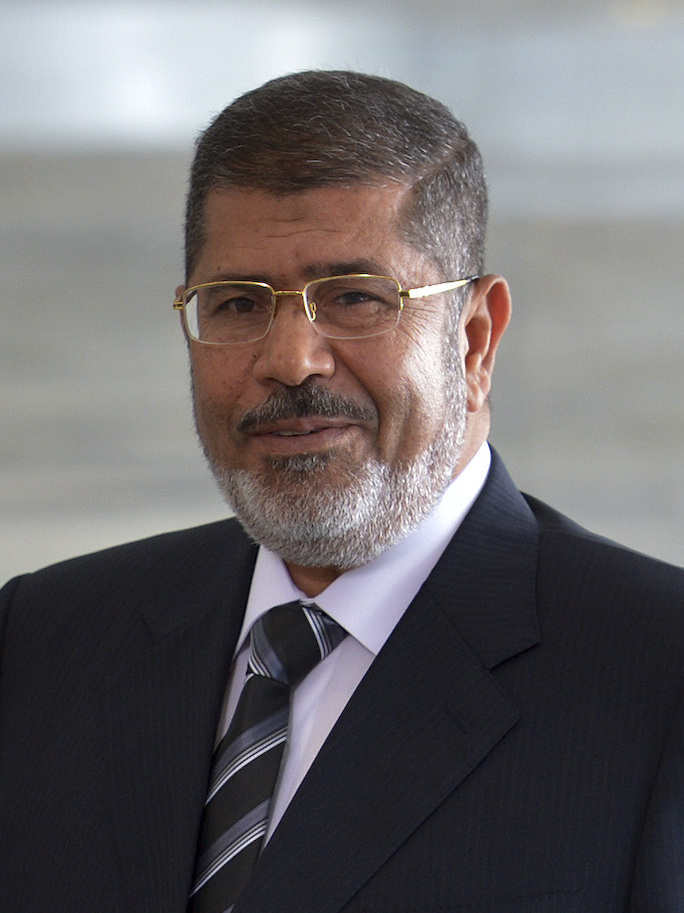
Mohammed Mursi (2013)

Zur Präsidentschaftswahl in Ägypten 2012 wollte die Partei den Vize-Chef der Muslimbruderschaft, Chairat el-Schater, als Kandidat aufstellen, welcher jedoch von der Wahlkommission nicht zugelassen wurde. Als Reservekandidat wurde daher der Vorsitzende der Partei, Mohammed Mursi, ins Rennen geschickt, welcher ebenfalls der Führungsriege der Muslimbruderschaft angehört hatte. Er konnte die Wahl für sich entscheiden und war vom 30. Juni 2012 bis zu seinem Sturz am 3. Juli 2013 Präsident Ägyptens. Zwar beendete Mursi mit Bekanntwerden seines Wahlsieges seine Mitgliedschaft in der Freiheits- und Gerechtigkeitspartei und bei den Muslimbrüdern, da er nach eigenen Angaben Präsident aller Ägypter sein wollte, doch stellten die Muslimbrüder somit faktisch den ersten frei gewählten Staatschef Ägyptens.
Kurz vor der 2. Runde der Präsidentschaftswahlen wurde in einem „sanften Staatsstreich“ das von der FJP dominierte Parlament im Juni 2012 durch den Obersten Militärrat aufgelöst und die Zugänge durch Soldaten blockiert. Gleichzeitig übertrug der Oberste Militärrat die Kompetenzen des Parlaments auf sich. Ebenso übertrug er sich die Entscheidungsbefugnis in Fragen der nationalen Sicherheit und ein Vetorecht zu der auszuarbeitenden Verfassung. Mit dem Amtsantritt von Mursi existierten somit mehrere Machtzentren. Eine neue Verfassung nach dem Sturz von Mubarak war noch nicht ausgearbeitet, sodass eine klare Kompetenzverteilung fehlte. Am 8. Juli 2012 setzte Mursi mittels eines Dekrets das soeben aufgelöste Parlament wieder ein. Dieses entschied in einer Sitzung am 10. Juli 2012 die Rechtmäßigkeit der Auflösung durch den Obersten Militärrat vom Kassationsgericht überprüfen zu lassen und bis dahin keine weiteren Sitzungen abzuhalten. Am selben Tag ordnete der Oberste Militärrat die erneute Auflösung des Parlaments an. Am 12. August 2012 ordnete Mursi die Pensionierung wichtiger Militärs an: Darunter Armeechef Feldmarschall Tantawi und Generalstabschef Anan. Gleichzeitig übertrug er einen Teil Kompetenzen des Obersten Militärrats auf sich. Vor dieser Entscheidung sicherte sich Mursi die Unterstützung mit der Armeespitze rivalisierender Militärs. Am 22. November 2012 erließ Mursi ein von der Opposition stark kritisiertes Verfassungsdekret: Darin verlängerte er die Frist des zweiten Verfassungskonvents um zwei Monate, stellte all seine bisherigen und künftigen Erlässe über das Gesetz, indem er eine richterliche Überprüfung verbot und verbot die erneute Auflösung des im Juni vom Obersten Militärrat aufgelösten Parlaments. Am 9. Dezember 2012 nahm Mursi teilweise das Verfassungsdekret zurück. Dieses Dekret war von Anfang an zeitlich begrenzt und richtete sich gegen die von Mubarak eingesetzte Judikative. Am 3. Juli 2013 wurde die Muslimbruderschaft in einem Militärputsch entmachtet und die Organisation verboten. Folgende Proteste wurden brutal niedergeschlagen. Beim Rabaa-Massaker wurden zumindest 1000 Menschen getötet. Somit war das islamisch-demokratische Experiment Ägyptens vorerst gescheitert. Als Ursachen gelten: Einerseits haben andere politische Kräfte sich geweigert, den Wahlsieg der Muslimbruderschaft anzuerkennen und konstruktiv mitzuarbeiten. Andererseits stand ein reformresistenter Staatsapparat aus der Mubarak-Zeit den Muslimbrüdern feindlich gegenüber. Zusätzlich tragen Mursi und die Muslimbruderschaft einen bedeutenden Teil der Verantwortung, da es ihnen – im Gegensatz zur Ennahda in Tunesien – nicht gelungen ist, auf eine inklusivere Weise zu regieren und einen Prozess der nationalen Versöhnung einzuleiten. Die Gründe dafür werden unterschiedlich bewertet. Tatsache ist jedoch, dass der ersten von Mursi gebildeten Regierung lediglich vier der 36 Minister der Muslimbruderschaft angehörten. Bei folgenden Regierungsumbildungen überstieg ihr Anteil niemals mehr als 25 %.

### Erneutes Verbot 2013 und Einstufung als „Terrororganisation“

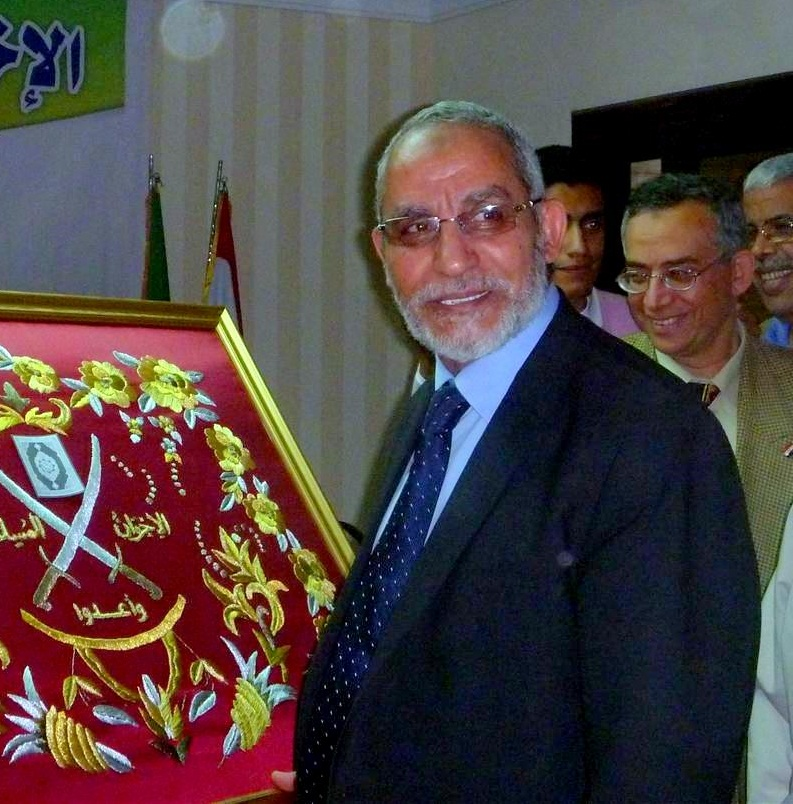
Muhammad Badi’e (2011)

Die Muslimbrüder wurden per Gerichtsbeschluss am 23. September 2013 verboten. Bereits am Anfang des Monats September hatte ein Militärgericht 52 Anhänger der Bruderschaft zu mehrjährigen Haftstrafen verurteilt.
Am 25. Dezember 2013 stufte die ägyptische Regierung die Muslimbruderschaft als Terrororganisation ein. Diese wurde zuvor beschuldigt, für den Bombenanschlag auf ein Polizeigebäude in Al-Mansura, bei dem 16 Menschen starben, verantwortlich zu sein.
Ende April 2014 verurteilte das Gericht in al-Minya in einem Massenprozess 683 Anhänger des abgesetzten früheren Präsidenten Mohammed Mursi zur Todesstrafe durch Hängen, darunter auch den Vorsitzenden Muhammad Badi’e; zuvor waren im März 2014 in einem ähnlichen Massenverfahren 529 Mursi-Anhänger zum Tode verurteilt worden.
Es gibt keine Beweise dafür, dass die Führung der Muslimbruderschaft terroristisch agiert hat. Jedoch ist es wahrscheinlich, dass sich einige jüngere Mitglieder durch die Unterdrückung der Muslimbruderschaft radikalisiert haben. Seitens der Muslimbruderschaft gab es keine Versuche – wie die Taliban – eine extremistische Auslegung der Scharia durchzusetzen. So beschäftigten sich die ersten großen politischen Initiativen von Mursi mit der Verbesserung der wirtschaftlichen und sozialen Probleme und nicht mit der Regulierung des persönlichen Verhaltens der Bürger.

## Zeitschriften
Hasan al-Bannā und sein Bruder sollen bereits in den 1920er Jahren mit selbstgebauten Druckpressen experimentiert haben, um Flugblätter zu drucken. In der Gründungsphase der Muslimbruderschaft nutzte al-Bannā ähnlich orientierte islamische Zeitschriften, um die Botschaft der Muslimbruderschaft zu verbreiten: die Zeitschrift aš-Šubbān al-Muslimīn („Muslimische junge Männer“), eines der Sprachrohre der gleichnamigen Vereinigung, und die Zeitschrift al-Fatḥ („Die Eroberung“) von Muhibb ad-Dīn al-Chatīb.
Ab 1933 erhielt die Bewegung zum ersten Mal eine offizielle Lizenz zur Herausgabe einer eigenen Zeitschrift. Al-Bannā sehnte sich nach einer Zeitschrift, die ausschließlich seine Bewegung repräsentierte und ihre Botschaft weiter verbreiten konnte. Die erste Zeitschrift der Muslimbrüder erschien wöchentlich und hieß Ǧarīdat al-Iḫwān al-muslimīn („Zeitschrift der Muslimbrüder“). Das Ziel der Zeitschrift war, dem Publikum islamische Werte zu vermitteln und zu predigen. Die Zeitschrift umfasste mehrere Abschnitte, darunter einen religiösen Teil, einen Literaturteil mit Geschichten und Gedichten, Politik, Biographien der Gefährten des Propheten, einen Frauenteil, die neuesten Nachrichten aus der islamischen Welt, Neuigkeiten über die Aktivitäten der Bruderschaft, Missionsnachrichten, Artikel über die Abschaffung der Prostitution und die Palästinafrage.
Die zweite Zeitschrift der Muslimbruderschaft war al-Naḏīr („der Warner“), die wöchentlich erschien. Erstmals erschien die Zeitschrift am 30. Mai 1938. Hauptthemen waren Politik und Islam. Ziel war es, die Idee eines islamischen Staates zu erklären. Mit einem kritischen Stil und starker Sprache, sollte die Jugend angesprochen werden. Allerdings bestand die Zeitschrift nur wenig mehr als ein Jahr. Zur dritten Zeitschrift der Muslimbruderschaft wurde 1939 Maǧallat al-Manār („Zeitschrift des Leuchtturms“), eine Monatszeitschrift, die 1898 von Raschīd Ridā gegründet worden war und ursprünglich von ihm herausgegeben wurde, bevor 1939 Hasan al-Bannā die Herausgabe übernahm. Inhaltlich befasste sie sich mit Diskussionen über den Islam, Koranstudien, Überlegungen und Wissen zu einem breiten Spektrum religiöser Themen wie Theologie, Recht, Geschichtsschreibung. Die ägyptische Regierung schloss am Vorabend des Zweiten Weltkriegs alle Medien der Muslimbruderschaft und entzog der Bewegung ihre Lizenz. Man ging wieder zurück auf Zeitschriften befreundeter Herausgeber, um Artikel über die Muslimbruderschaft zu veröffentlichen.
Ab 1942 durfte die „Zeitschrift der Muslimbrüder“ erneut herausgegeben werden. Sie existierte bis 1948, kurz bevor die Bewegung offiziell aufgelöst wurde. Anfangs erschien sie monatlich, ab 1946 täglich. Sie befasste sich hauptsächlich mit der Verbreitung der Botschaft der Bewegung, der islamischen Gesetzgebung, der islamischen Wirtschaft und islamischen Büchern. Ein weiteres wichtiges Thema war der Dschihad für Palästina, so wurden Bilder von Märtyrern auf der Titelseite abgedruckt, und die Zeitschrift veröffentlichte auch verschiedene Artikel, die ihre Leser aufforderten, in den Dschihad nach Palästina zu ziehen. Eine weitere Zeitschrift, die Hasan al-Bannās persönliches Projekt war, hieß Maǧallat aš-Šihāb („Zeitschrift des Meteoriten“). Al-Bannā wollte eine Zeitschrift, die sich stärker auf islamische Themen spezialisierte. Die erste Ausgabe erschien 1947.
1948 wurde die Muslimbruderschaft von der Regierung offiziell aufgelöst, weshalb vorerst keine Zeitschriften mehr veröffentlicht werden konnten. 1950 erschien eine neue Wochenzeitschrift mit dem Namen al-Mabāḥiṯ („Untersuchungen“). Der damalige Generallenker der Muslimbruderschaft, Sālih ʿAschmāwī, übernahm die Zeitschrift, um sie zum neuen Sprachrohr der Bruderschaft zu machen. Auch sie war allerdings nur sehr kurzlebig: Die letzte Ausgabe erschien 1951. 1951 erhielt die Muslimbruderschaft eine Lizenz für die Wochenzeitschrift ad-Daʿwa („der Ruf“). Sie wurde bis 1953 veröffentlicht, als die Bewegung abermals verboten wurde. Ein wichtiges Thema der Zeitschrift war der Aufruf zum Dschihad gegen die (britischen) Besatzer. Unter der Herrschaft von Anwar as-Sadat durfte die Muslimbruderschaft ab 1976 wieder ad-Daʿwa herausgeben, allerdings nur als Monatszeitschrift. Die letzte Ausgabe erschien 1981, als as-Sadat die gesamte oppositionelle Presse verbot. Danach wurde die Zeitschrift weiterhin im Ausland veröffentlicht. 1986 wurde die Veröffentlichung aber endgültig eingestellt. Sie soll ein wesentliches Element bei der Verbreitung der Botschaft der Bewegung gewesen sein. Vor allem widmete sie sich viel den Studenten, um mehr junge Menschen für die islamische Sache zu gewinnen.
1987 durfte die Bewegung die Zeitschrift Liwāʾ al-Islām („Banner des Islams“), als Sprachrohr der Muslimbruderschaft, gründen. Sie wurde von 1987 bis 1991 veröffentlicht. Von 1994 bis 1997 erschien sie unregelmäßig. Die Zeitschrift ähnelte inhaltlich und thematisch stark der Zeitschrift ad-Daʿwa. Die Zeitschrift wurde sowohl in Ägypten als auch international veröffentlicht. Sie war kritisch, konfrontativ und hatte einen höchst politischen Ton. Daneben enthielt sie eine Vielzahl an Artikeln, die sich mit anderen Themen befassten, beispielsweise mit Frauen- und Jugendthemen sowie spirituellen Diskussionen über den Charakter der Muslime.

## Präsenz in anderen Ländern
In rund 70 Ländern existieren Zweigstellen der Muslimbruderschaft. Diese unterscheiden sich stark in ihrer Agenda, Stärke und Radikalität. Die meisten Zweige entstanden auf lokale Initiative und ohne nennenswerte Beteiligung ägyptischer Funktionäre. Ihre Entwicklung wurde durch lokale Gründungsfiguren bestimmt und lief weitgehend autonom ab. Eine Dominanz der ägyptischen Muslimbrüder unterblieb, da die Gründung dieser Zweige während der Unterdrückung durch Nasser in den 1950er Jahren stattfand. Als in den 1980er die Ägypter ihre organisatorische Stärke wiedererlangten, stießen sie auf selbstbewusste im lokalen Umfeld etablierte Zweige.
Mitglieder der Bruderschaft waren zeitweise Umar Abd ar-Rahman, der später die radikalere al-Dschamaʿa al-islamiyya gründete, und Aiman az-Zawahiri, der heute als erster Mann bei al-Qaida gilt und die Muslimbrüder dafür anprangert, dass sie inzwischen zu Wahlen antreten.
Die US-amerikanische Denkfabrik Nixon Center glaubte 2007, dass die Muslimbruderschaft ein potenzieller Alliierter der Vereinigten Staaten im Nahen Osten werden könnte, weil sie einen globalen Dschihad ablehnten und Demokratie befürworteten. Das Nixon Center wies dabei auf eigene Zweifel hinsichtlich eines glaubwürdigen Engagements der Muslimbrüder für Demokratie und auf eine sehr große Bandbreite der vertretenen Positionen hin.

### Israel
Die israelische Ra’am-Partei war von Juni 2021 bis Dezember 2022 Teil des Kabinetts Bennett-Lapid.

### Palästina
Schon in den 1930er Jahren unterstützte die Bruderschaft die Araber in Palästina. Seit 1946 gibt es im vormaligen Transjordanien einen Organisationsableger. Bis 1947 gab es in Palästina allein 25 Zweigstellen mit 20.000 Mitgliedern. Die Bruderschaft nahm 1948 am Krieg gegen Israel teil. Die Hamas ist heute eine Tochterorganisation der Muslimbrüder. Die Hamas führte 40 Prozent der Anschläge auf israelische Autobusse, Nachtclubs und Kaffeehäuser aus, bei denen mehr als tausend Israelis starben. Der Terrorkrieg verlor an Intensität im Zuge der schleppenden Friedensverhandlungen, aber auch weil Israel das Westjordanland mit Sperranlagen von Israel abriegelte, die einen unkontrollierten Grenzübertritt stark erschwert. 2005 erreichte Hamas bei der Wahl zum palästinensischen Legislativrat die Mehrheit der Stimmen im Gazastreifen und stellt seitdem dort die Regierung und errichtete eine islamistische Diktatur. 2006 führte Israel Luftangriffe auf Führungspersonen der Hamas aus, die Hamas griff Israel mit Raketen an. Daraus entstand 2008/2009 ein dreiwöchiger offener Krieg zwischen Israel und der Hamas, dem die Hamas nicht standhalten konnte. In der Folgezeit riegelte Israel den Gazastreifen ab. Daraufhin organisierte das internationale Netzwerk der Muslimbruderschaft Hilfsflottillen.

### Syrien
In Syrien wurde der Zweig der Bruderschaft 1937 von Gelehrten um Mustafa as-Siba'i (1915–1964) gegründet, die Mitglieder der ägyptischen Bruderschaft waren. Nach ihrem Aufstand und dem Massaker von Hama 1982 kamen die Aktivitäten der Muslimbrüder in Syrien unter Ali Sadreddin al-Bajanuni nahezu völlig zum Erliegen. Im Bürgerkrieg in Syrien gelangen den Muslimbrüdern keine militärischen Erfolge. Hier waren salafistische Gruppen wie Al-Qaida oder der Islamische Staat viel erfolgreicher.

### Tunesien
In Tunesien gibt es die „Bewegung der Erneuerung“ (Ennahda) als Ableger. Die Ennahda errang im Oktober 2011 bei der ersten freien Wahl in Tunesien 41,5 Prozent der Stimmen und formte mit säkularen Parteien eine Regierung, die eine Verfassung schuf, die nicht speziell auf islamischem Recht basiert. Später kam es zur Ermordung von zwei Führern der liberalen Opposition, und es gab Vermutungen, Ennahda würde sich mit radikalen Islamisten verbünden, um die Demokratie zu beseitigen und einen Gottesstaat zu schaffen. Im Herbst 2013 gab Ennahda den Posten des Premierministers auf und bewies damit eine demokratische Gesinnung. Der Politikwissenschaftler Cengiz Günay vermutet, dass die Beteiligung am demokratischen Prozess eine Veränderung der inneren Zielsetzungen der Ennahda brachte. Für das eigentliche Problem des Landes, die Armut und Perspektivlosigkeit sehr vieler junger Menschen, konnte Ennahda bisher keine Lösungsansätze entwickeln. Ebenso wie in Ägypten hat der Slogan der Muslimbrüder „Islam ist die Lösung“ auch in Tunesien aufgrund der wirtschaftlichen Misserfolge an Glaubwürdigkeit verloren. 2016 beschloss die Ennahda auf ihrem 10. Parteitag eine Trennung zwischen ihren zivilgesellschaftlichen und politischen Aktivitäten.

### Marokko
In Marokko gibt es die Partei für Gerechtigkeit und Entwicklung (Marokko), die aus der Muslimbruderschaft hervorgegangen ist und von 2011 bis 2021 als stimmenstärkste Partei die Regierung führte und den Ministerpräsidenten stellte. Ministerpräsident Abdelilah Benkirane distanzierte sich 2011 von der Muslimbruderschaft. Anders als diese strebe die Partei für Gerechtigkeit und Entwicklung keine Einmischung in das Privatleben der Menschen an.

### Andere arabische Länder
- Im Sudan führten sie 1983 die Scharia ein, als die Nationale Islamische Front eine der wichtigsten Parteien geworden war.
- In Libyen gründeten die Muslimbrüder 2012 die Partei Gerechtigkeit und Entwicklung. Im Zweiten libyschen Bürgerkrieg gilt sie als eine der Hauptfraktionen.
- In Saudi-Arabien gibt es Muslimbrüder seit den 1930er Jahren. Als Hasan al-Bannā im Oktober 1946 im Hedschas eine Zweigorganisation gründen wollte, wurde dies zwar abgelehnt,[101] doch haben in den 1960er Jahren Muslimbrüder aus Ägypten im Erziehungssystem und in den Medien sehr stark Fuß gefasst. Insbesondere an der 1961 gegründeten Islamischen Universität Medina hat ihr Anteil im Laufe der 1960er Jahre immer weiter zugenommen, an der 1967 gegründeten König-Abdulaziz-Universität von Dschidda und der 1981 ausgegliederten Umm-al-Qura-Universität stellten sie von Anfang an sogar die Mehrheit der Dozenten. Unter den besonders bekannten ägyptischen Muslimbrüdern, die in Dschidda lehrten, waren Sayyid Qutbs Bruder Muhammad Qutb, der 1971 freigelassen wurde, Sayyid Sābiq, der Autor des Buches „Die Jurisprudenz der Sunna“ (Fiqh as-sunna) und Muhammad al-Ghazāli, der bis in die Mitte der 1980er Jahre das Department für Daʿwa und „Grundlagen der Religion“ (uṣūl ad-dīn) leitete. Muslimbrüder stellten darüber hinaus den Großteil des Personals in den religiösen Sekundarschulen, die als „Institute des Wissens“ (maʿāhid ʿilmīya) bezeichnet werden. Der massive Zustrom von Muslimbrüdern, die zum großen Teil unter dem Eindruck der Ideen Sayyid Qutbs standen, hatte großen Einfluss auf das religiöse Feld in Saudi-Arabien. Es entstand in den 1970er Jahren eine eigene saudische Bewegung, die mit den Ideen der Muslimbrüder sympathisierte und als „das islamische Erwachen“ (aṣ-ṣahwa al-islāmīya) bekannt wurde.[102] Der saudische Innenminister kritisierte die Muslimbruderschaft in der Vergangenheit des Öfteren.[103] Im März 2014 wurde sie in Saudi-Arabien als Terrororganisation eingestuft.[104]
- Im Libanon gibt es seit 1936 einen Ableger.
- In Algerien gewann die Tochterorganisation FIS 1991 die Wahlen, woraufhin diese annulliert wurden. Dies mündete in den Algerischen Bürgerkrieg. Die FIS ist heutzutage verboten, es existiert aber die Partei Mouvement de la Société pour la Paix die den Ideen der Muslimbrüder nahesteht.

### Europa
Als Dachverband unterschiedlicher Organisationen, die den Muslimbrüdern nahestehen, fungiert in Europa die Föderation Islamischer Organisationen in Europa (englisch „Federation of Islamic Organisations in Europe“, FIOE). Sie pflegt als internationaler Dachverband die Auslandsbeziehungen und vertritt offiziell die Position, die zentrale Anlaufstelle im sunnitisch-islamischen Bereich zu sein.
Großbritannien war das erste westliche Land, das Kontakte zur Muslimbruderschaft aufnahm. Sie begannen im Jahr 1941 und intensivierten sich in den 1950er Jahren, als das MI 6 und eine Gruppe von Tory-Abgeordneten mit den Muslimbrüdern gemeinsame Pläne zur Ermordung des ägyptischen Präsidenten Nasser schmiedeten. Großbritannien entschloss sich stattdessen zusammen mit Frankreich zum erfolglosen Versuch, den Sueskanal und weitere Teile Ägyptens zu annektieren, um Nasser zu entmachten.
2014 beauftragte der britische Premierminister David Cameron ein Team aus hochrangigen britischen Diplomaten und Geheimdienstlern, darunter der Chef des MI 6, mit einer Untersuchung über die von Großbritannien ausgehenden Aktivitäten der Muslimbrüder, insbesondere über eventuelle Verbindungen zu extremistischen und terroristischen Aktivitäten. Sicherheitsexperten bewerteten das Vorgehen als ungewöhnlich, denn bei einem konkreten Verdacht auf Steuerung terroristischer Aktivitäten würde die Regierung die Geheimdienste mit einer Untersuchung beauftragen, ohne die Öffentlichkeit darüber zu informieren. Als Ergebnis der Untersuchung kündigte die britische Regierung nicht näher definierte Einschränkungen der Aktivität der Muslimbruderschaft auf ihrem Territorium an, der sie Nähe zu extremistischen Gruppen im Mittleren Osten vorwarf. Von einem Verbot der Bruderschaft nahm sie Abstand. Nach späteren Recherchen des Guardian war dieser Bericht auf Druck der Vereinigten Arabischen Emirate zurückzuführen. Ab 2012 betrieben die Emirate gezielt Lobbyarbeit bei der britischen Regierung, damit diese gegen die Muslimbruderschaft vorgeht. Im Gegenzug stellten die Emirate Investitionen in Milliardenhöhe in Aussicht. Bei einem Gespräch mit dem Leiter der Untersuchungskommission warnte ein Vertreter der VAE: „Wenn Großbritannien seine Verbündeten nicht berücksichtigt werden die schwierigen Gespräche, die wir führen, noch viel schwieriger werden. Wir setzen ein Warnsignal.“
Im September 2019 wurde ein Finanzierungsprogramm des Staates Katar bekannt, das auf die Stärkung der Einflussnahme des politischen Islam in ganz Europa mit der Finanzierung von 140 Moscheebauten, Kulturzentren und Schulen, die alle mit der Muslimbruderschaft zusammenhängen, abzielt. Nach Recherchen der ARD reichen die Verbindungen der Muslimbruderschaft bis in die Spitze des Staates Katar und die Herrscherfamilie Al-Thani hinein.

### Deutschland
Bereits 1994 wird in Deutschland mit erheblicher Beteiligung der Muslimbruder-nahen Organisationen IGD, IZ München und IZ Aachen der Zentralrat der Muslime in Deutschland gegründet.
Anhänger der Muslimbruderschaft nutzen in Deutschland oftmals „Islamische Zentren“ für ihre Aktivitäten. Die mit einigen Hundert Anhängern mitgliederstärkste Organisation ist die „Islamische Gemeinschaft in Deutschland e. V.“ (IGD), 2018 umbenannt in Deutsche Muslimische Gemeinschaft (DMG), die unter Vorsitz von Ibrahim el-Zayat 2008 ihr 50-jähriges Bestehen feierte. Sie ging hervor aus der 1958 gegründeten „Moscheebauinitiative in München e. V.“, die das Islamische Zentrum München (IZM) errichtete. Neben dem Hauptsitz im IZM unterhält die IGD nach eigenen Angaben „Islamische Zentren“ in Nürnberg, Stuttgart, Frankfurt am Main, Köln, Marburg, Braunschweig und Münster. Die Bruderschaft hatte in Deutschland im Jahr 2005 nach Angaben des Verfassungsschutzes Niedersachsen 1800 Mitglieder.
Der Verfassungsschutz Nordrhein-Westfalens betont in der ausführlichen Bestandsaufnahme vom Mai 2006 eine Unvereinbarkeit des Gedankenguts der Muslimbrüder mit dem deutschen Grundgesetz:

„Bei aller Differenzierung hinsichtlich der verschiedenen Denkrichtungen innerhalb der Muslimbruderschaft ist der Großteil des dort vertretenen ideologischen Gedankenguts unvereinbar mit den im Grundgesetz der Bundesrepublik Deutschland verankerten Prinzipien der Demokratie, des Rechtsstaates und einer auf der Menschenwürde basierenden politischen Ordnung. Der absolute Wahrheitsanspruch, den die Muslimbruderschaft erhebt und den sie auf die Erkenntnis der göttlichen Wahrheit gründet, steht im Widerspruch zu grundlegenden demokratischen Prinzipien wie dem Meinungspluralismus und der Volkssouveränität. Die von der Muslimbruderschaft angestrebte Ordnung weist deutliche Züge eines diktatorischen beziehungsweise totalitären Herrschaftssystems auf, das die Selbstbestimmung des Volkes ablehnt sowie die Prinzipien von Freiheit und Gleichheit der Menschen in Frage stellt.“

Die gemeinnützige Gesellschaft „Sächsische Begegnungsstätte“ steht offenbar in Verbindung mit der Muslimbruderschaft. Unter dem Prediger Dr. Saad Elgazar wurden in sechs Monaten Begegnungszentren und Gebetsräume in neun sächsischen Städten eröffnet.
In einem Interview mit der FAZ im Nov. 2019 äußerte Burkhard Freier, der Leiter der Verfassungsschutzbehörde von Nordrhein-Westfalen, seine Besorgnis über den Einfluss der Muslimbrüder in Deutschland
in Politik und Gesellschaft:

„Der legalistische Extremismus ist im Islamismus insbesondere durch die Muslimbruderschaft vertreten. Unter dem legalistischen Extremismus verstehen wir Bewegungen, deren Ideologie verfassungsfeindlich ist, die auf dem Weg, den Staat und die Verfassung zu verändern, aber regelmäßig nicht Gewalt anwenden... Legalistische Extremisten setzen eher auf moderne als auf althergebrachte Sprache und Formen. (Sie) versuchen nicht nur auf die Gesellschaft Einfluss zu nehmen, sondern auch auf die Politik. Das gilt insbesondere für die Muslimbrüder, die gut ausgebildet, europaweit vertreten und in der Politik gut vernetzt sind.
Die Strategie der Muslimbrüder ist langfristig ausgerichtet und geschickt verschleiert. Sie schleusen einen politischen Islam besonders in den muslimischen Teil der Gesellschaft ein, den die Gesellschaft und die Muslime häufig selbst nicht richtig erkennen. Die Gefahr besteht, dass die Weltanschauung der Muslimbrüder, die Religion und Staat als Einheit begreifen, unter Muslimen zum Mainstream wird. Wenn die Muslimbruderschaft bei unveränderter Ideologie ihr Wachstum fortsetzen würde, dann würde das langfristig eine Spaltung der Gesellschaft bedeuten, nämlich, dass ein Teil der hier lebenden Muslime eine völlig andere Vorstellung von der Demokratie hat. Das würde zu Abgrenzung und Misstrauen führen... Blickt man... auf die Ideologie der Muslimbrüder, wird deutlich, dass sie keine Demokratie in unserem Sinne errichten wollen, sondern einen Staat, in dem die Gesetze der Scharia gelten.
Wir verstehen die Muslimbrüder nicht als religiöse Bewegung, sondern als eine politische Ideologie, die auf Religion, nämlich einen traditionellen – in Teilen auch fundamentalistischen – Islam, zurückgreift. Es ist ein politischer Islam, kein religiöser.“

### Österreich
Auch innerhalb der IGGÖ hat die Muslimbruderschaft großen Einfluss, ebenso werden Vereine wie „Liga Kultur“, der vor allem in Wien und Graz präsent ist, in engem Naheverhältnis zur Muslimbruderschaft gesehen.
Im Dezember 2022 sorgte eine Studie zur Islamischen Vereinigung Österreichs (IVÖ) der Dokumentationsstelle Politischer Islam für Schlagzeilen, die ebenso der Muslimbruderschaft nahestehen soll. Es wurden Predigten, Social Media Posts und Büchern der Bibliothek einer Moschee über einen längeren Zeitraum analysiert, wo etwa die Terrororganisation Hamas als vorbildhaft befürwortet wurde. Darüber hinaus wurde die Verbreitung von antisemitischen Stereotypen und eine Verherrlichung des Martyriums festgestellt.

### Südostasiatische Bewegungen nach Vorbild der Muslimbrüder
Daneben haben südostasiatische Muslime islamische Bewegungen ins Leben gerufen, die sich an der Muslimbruderschaft orientieren. Studierende aus Malaysia gründeten 1975 in Brighton den Islamic Representative Council (IRC). Sie strebten nach der Errichtung einer islamischen Ordnung, meinten aber im Gegensatz zu anderen islamischen Gruppierungen, dass der beste Weg dafür die Gründung von Zellen nach Vorbild der Muslimbruderschaft sei. Sie setzten darauf, durch Erziehungsarbeit (tarbiya) und Infiltration schon bestehender Organisationen mit eigenen Anhängern eine Islamisierung der Gesellschaft zu erreichen. Anhänger der Bewegung, die nach Beendigung ihrer Studien nach Malaysia zurückkehrten, verbreiteten dort ihre Ideologie an den Universitäten. Unter dem Namen IKRAM United Kingdom & Eire besteht die Gruppierung bis heute in Europa weiter. Eine andere südostasiatische Gruppierung, die sich explizit an der ägyptischen Muslimbruderschaft orientiert, ist die indonesische Gerechtigkeits- und Wohlfahrtspartei (PKS – Partai Keadilan Sejahtera).

## Internationale Organisation der Muslimbruderschaft

### Geschichte
Erste Ideen und Strukturen für diese internationale Organisation der Muslimbrüder entstanden bereits zu Zeiten Hasan al-Bannās. Durch ihn entwickelten sich Kontakte nach Jemen, Jordanien und Syrien. Das Verbot der Muslimbruderschaft 1954 in Ägypten und die anschließende Verfolgung der Mitglieder führte zu einer weiteren Internationalisierung der Bewegung. Viele Mitglieder flüchteten in die Golfregion, wo sie Ableger und Zweigstellen gründeten. Es entstand ein erstes Netzwerk aus Einzelpersonen und Gruppen, jedoch ohne offizielles Gremium oder Koordination.
Anfang der 1980er Jahre wurde mit der Internationalen Organisation der Muslimbruderschaft ein organisatorischer Überbau geplant, der die internationale Zusammenarbeit der verschiedenen nationalen Muslimbruderschaften verbessern sollte. Die Planungen wurden von Mustafa Mashhur, dem späteren fünften Generallenker der ägyptischen Muslimbruderschaft, koordiniert. Er widmete sich während seiner Zeit in Deutschland (1981–1986) gemeinsam mit Mohammed Mahdi ʿAkif, dem späteren siebten Generallenker der Muslimbruderschaft, und Mahmud ʿIzzat, einem hohen Mitglied der Organisation, dem Aufbau der Internationalen Organisation der Muslimbrüder, die ihren Sitz zunächst bei Aachen hatte. Vor allem arbeitete er die Allgemeine Satzung der Internationalen Organisation der Muslimbruderschaft aus. Wie der Titel des Dokuments bereits erkennen lässt, handelt es sich dabei um eine Festlegung der Grundstrukturen für die Internationale Organisation der Muslimbrüder. Ein zentrales Element des Dokuments ist die Vormachtstellung der ägyptischen Muslimbruderschaft als Mutterorganisation, wobei Kairo als Hauptsitz dienen soll. Das Konstrukt blieb nach Wagemakers jedoch weitgehend schwach und locker organisiert. In den 1990er Jahren zogen sich die kuwaitischen Mitglieder aus Protest zurück, nachdem sich die Internationale Organisation von der Koalition zur Befreiung Kuwaits distanziert hatte.
Um die Internationale Organisation gab und gibt es eine strikte Geheimhaltung. Nur durch die Satzung, unterzeichnete Dokumente und vage Äußerungen können grobe Organisationsvorgänge und -strukturen gezeichnet werden. ʿUmar at-Tilimsānī, dritter Generallenker der Muslimbruderschaft, verkündete, dass eine Organisation, die internationale Daʿwa betreibt, auch eine internationale Koordination benötige. Mustafa Mashhur, fünfter Generallenker der Muslimbruderschaft, bestätigte die Existenz einer internationalen Organisation, nicht zuletzt auch durch seine selbst verfasste Satzung. Der siebte Generallenker der Muslimbruderschaft, Muhammad Mahdi Akif, weigerte sich während seiner Amtszeit zu einer internationalen Organisation Aussagen zu treffen. 2001 ließ er sich aber bei einem Interview mit der ägyptischen Zeitschrift Al-Watan Al-Arabi dazu hinreißen zu sagen, dass er niemand daran hindern könne „zu sehen, was zu sehen ist“.
Eine Aktion, bei der sehr viele Organisationen des internationalen Netzwerks der Muslimbruderschaft gemeinsam handelten, war die Veröffentlichung der Deklaration „Muslimische Gelehrte und Intellektuelle verurteilen den Angriff auf Washington und New York“ (ʿUlamāʾ wa-mufakkirūn muslimūn yunaddidūn bi-l-huǧūm ʿalā Wāšinṭun wa-Nyūyurk), die am 14. September 2001 in der Londoner Zeitung al-Quds al-arabi veröffentlicht wurde. In dieser Erklärung brachten 46 muslimische Persönlichkeiten aus verschiedenen Ländern, von denen viele Anführer von Organisationen dieses Netzwerks waren, ihre Bestürzung und ihr Bedauern über die Terroranschläge vom 11. September 2001 zum Ausdruck und machten deutlich, dass sie diese im Widerspruch zu allen menschlichen und islamischen Werten sahen. Zu den Unterzeichnenden gehörten die Anführer der Muslimbrüder in Ägypten, Syrien, Jordanien und Sudan, Yūsuf al-Qaradāwī, Ahmad Yasin, der geistige Führer der Hamas, Raschīd al-Ghannūschī, Anführer der tunesischen Nahda-Bewegung, die Vorsitzenden der jemenitischen Islāh-Partei, der algerischen Bewegung der Friedensgesellschaft, der Islamischen Partei Malaysias, der indonesischen Gerechtigkeits- und Wohlfahrtspartei (PKS), der marokkanischen Partei für Gerechtigkeit und Entwicklung, und der Vorsitzende der Föderation Islamischer Organisationen in Europa. Die Tatsache, dass dieses Netzwerk nur zwei Tage brauchte, um diese Erklärung abzugeben, kann als Indiz gewertet werden, dass es zumindest zu dieser Zeit sehr gut koordiniert war. Hauptorganisator der Erklärung war wahrscheinlich Mustafa Mashhur, damals Generallenker der ägyptischen Muslimbruderschaft. Er tritt bei der Erklärung als Erstunterzeichner auf. Die Tatsache, das die Erklärung auch von den Anführern der Jamaat-e-Islami in Pakistan, Bangladesch und Sri Lanka unterschrieben wurde, deutet darauf hin, dass zu dieser Zeit eine Partnerschaft mit den Teilorganisationen dieses Netzwerks bestand.

### Struktur
Die Führung der Internationalen Organisation der Muslimbruderschaft ist aufgebaut, wie folgt:
| al-muršid al-ʿāmm – Generallenker                     |  |  |  |  |  |
|                                                       |  |  |  |  |  |
| maktab al-iršād al-ʿāmm – Allgemeines Führungsgremium |  |  |  |  |  |
|                                                       |  |  |  |  |  |
| maǧlis aš-šūrā al-ʿāmm – Allgemeiner Schūrā-Rat       |  |  |  |  |  |

Der Generallenker (al-muršid al-ʿāmm) behält sein Amt ein Leben lang. Seine Aufgaben sind die Überwachung, Verwaltung und Leitung der Abteilungen, die Vertretung der Gruppe nach außen und die Ernennung der Beauftragten und Führungsmitglieder. Außerdem spricht er im Namen der Organisation und lädt die Beauftragten zu Treffen ein.
Das allgemeine Führungsgremium (maktab al-iršād al-ʿāmm) besteht aus acht Ägyptern, fünf internationalen Vertretern, die vom Schūrā-Rat bestimmt werden, einem Sekretär und einem Schatzmeister, die vom Generallenker bestimmt werden. Das Gremium soll sich monatlich treffen und folgende Themen bearbeiten:
- Bestimmung der intellektuellen und politischen Positionen der Gruppe zu allen globalen Ereignissen,
- Überwachung bei der Durchführung der Daʿwa sowie die Festlegung seiner Bestimmungen,
- Festlegung der notwendigen Schritte zur Umsetzung der Beschlüsse des Allgemeinen Schura-Rates in allen Ländern,
- Bildung von Fachausschüssen und Abteilungen in den erforderlichen Bereichen,
- Entwicklung eines allgemeinen Plans,
- Erstellung des allgemeinen Jahresberichts (Führung – allgemeine Bedingungen – Finanzen).[131]

Der allgemeine Schūrā-Rat (maǧlis aš-šūrā al-ʿāmm), bestehend aus mindestens 30 Mitgliedern und dem Generallenker, soll sich alle sechs Monate treffen und Entscheidungen zur Entwicklung der Internationalen Organisation der Muslimbruderschaft treffen. Es ist die gesetzgebende Autorität der Internationalen Organisation der Muslimbruderschaft. Die Amtszeit dieses Rates beträgt vier Hidschrī-Jahre. Die Mitglieder dieses Rates setzen sich aus dem Generallenker, den 13 Mitgliedern des allgemeinen Führungsgremiums, drei ständigen Mitgliedern, die vom Generallenker bestimmt werden, und internationalen Mitgliedern zusammen, die von den Schūrā-Räten ihrer Länder entsandt werden.

## Liste der Generallenker
Die jeweiligen Generallenker, Murschid al-'Amm (مرشد العام muršid al-ʿāmm), waren:
- 1928–1949 Hassan al-Banna
- 1949–1951 Salih Aschmawi
- 1951–1972 Hasan al-Hudaibi
- 1972–1986 Umar at-Talmasani
- 1986–1996 Muhammad Hamid Abu Nasser
- 1996–2002 Mustafa Mashhur
- 2002–2004 Mamun al-Hudaibi Banna
- 2004–2010 Muhammad Mahdi Akif
- 2010–? Muhammad Badi’e
- ?–2020: Mahmoud Ezzat
- 2020–2022 Ibrahim Munir
- 2023–Salah Abdulhaq